# Meana Sardo
Meana Sardo là một đô thị ở tỉnh Nuoro thuộc vùng Sardinia, cự ly khoảng 80 km về phía bắc Cagliari và khoảng 45 km về phía tây nam Nuoro. Tại thời điểm 31 tháng 12 năm 2004, đô thị này có dân số 2.028 người và diện tích là 73,8 km².
Meana Sardo giáp các đô thị sau: Aritzo, Atzara, Belvì, Laconi, Samugheo.